# Джарун Хашор
Субурга́н Джару́н Хашо́р — самая большая буддийская ступа в России. Находится в Кижингинском районе Республики Бурятия в 2 км по автодороге к юго-западу от села Кижинга.

## Описание
Кижингинская Ступа Джарун Хашор является аналогом ступы Боднатх в окрестностях Катманду, Непал. Основание сооружения представляет квадрат, олицетворяющий мандалу Вселенной. Выше — купол. Над ним сравнительно небольшой ярус, увенчанный шпилем-ганжиром. На «теле» субургана 13 ступеней, опоясывающих его кругом, что символизирует путь, по которому можно достичь Нирваны — освобождения человека от земных страданий и дальнейших перерождений. Шпиль (Жойнхор Жусэм) 3-метровой высоты, выполнен из толстого медного листа и обрамлен сусальным золотом. Во внутренне пространство Ступы заложено полное собрание сочинений буддийского канона «Ганжур» и «Данжур» — личный вклад Далай-ламы XIV, и огромное количество священных текстов и мантр, а также семь буддийских драгоценностей — подарок Богдо-гэгэна.
При субургане действует дуган, где можно совершить обряды, заказать молитвы: ежедневно читаются священные книги и служат ламы и хувараки.

## История
В 1915 году при Кижингинском дацане, в долине реки Кижинги, было начато народное строительство Великой Ступы Джарун Хашор, которое продолжалось в течение 4 лет и было завершено в 1919 году. Святыня была подобна Великой Ступе «Бодхнатх», находящейся вблизи города Катманду — столицы Непала. По легенде она была воздвигнута во времена Будды Кашьяпы в III веке до нашей эры.
В 1937 году Великая ступа была взорвана и разрушена до основания, также как и Кижингинский дацан. К 1990-м годам духовенство, верующее население Кижингинского района Бурятии и всего Забайкалья приняли решение о возрождении Великой Ступы как буддийского комплекса, объединяющего различные направления буддизма. Целью возведения субургана было оказать благоприятное влияние на духовную культуру бурятского и других народов. 26 сентября 1990 года Его Святейшество Дугпах Ринпоче из Непала освятил участок земли, где возводилась ступа. Им же было предано земле «бумбэ» — символ сокровищницы Учения.
Силами буддистов-мирян и общественности, при финансовой поддержке правительства Республики Бурятия новая ступа была воссоздана и освящена в октябре 2001 года. Возводилась ступа в течение двух лет строителями и художниками Кижингинского района под руководством Ц. Ш. Фёдорова и Д. А. Жанаева. Освятил её Еше Лодой Ринпоче. На церемонии открытия с речью выступили президент Республики Бурятия Л. В. Потапов, председатель Народного Хурала РБ М. И. Семёнов.

## Религиозные комментарии
Согласно буддийскому канону «Великая Ступа Джарун Хашор Чоддэн Лхахан — олицетворение Разума всех Будд и Бодхисаттв трёх времён и десяти сторон, несвойственное космическое тело Будд (Дхармакая), выражение милосердия ко всем живым существам. Ступа — как Чинтамани, исполняющая все желания обращающихся к ней с благоговением. Она исполняет все желания, оказывает помощь каждому, кто с чистым сердцем падает перед Ней, совершает обход перед нею с благоговением. Великая Ступа возведена для того, чтобы нести людям радость и счастье. Для каждого, кто приходит к Великой Ступе, смотрит на Неё, закрываются три двери низших сфер бытия. Совершающий обход вокруг Неё обретает семь качеств божественного счастья: благородное рождение, прекрасную форму, большое наслаждение и понимание, силу и успех, избавление от болезни и долгую жизнь».
Буддийская легенда, связанная со ступой Джарун Хашор гласит: "В Непале ступу Боднатх построила одинокая женщина, жившая во времена ещё до Шакьямуни. У неё не было детей и она дала клятву построить ступу, если дети у неё будут. Родила она троих мальчиков. Всю жизнь мать работала на царя бесплатно. Когда же пришло время царю платить, она решила все деньги потратить на постройку ступы, которой молились бы все живые существа. В постройке приняли участие три её сына, Белый слон и Черный ворон, руководил постройкой сам Ваджрасаттва (неразрушимое существо, принцип неуничтожаемости сознания). Женщина не дожила до окончания строительства и умерла, став дакиней (женским существом, персонифицирующим знание и магические силы). Когда ступа была закончена, Ваджрасаттва и божества сделали «согшод» — ритуал жертвоприношения Учителю. Все вместе, боги и люди, сидели за одним столом и могли видеть друг друга и беседовать. Ваджрасаттва во время «согшода» дал обет исполнить желания трёх братьев и всех участников строительства, сказав при этом: «Джарун Хашор», что на непальском языке означает — «назад пути нет», имея в виду, что не возьмёт сказанное обратно. На тибетском языке название означает «ступа, исполняющая желания».